# Oppenheimer (Familienname)
Oppenheimer ist der Familienname folgender Personen:
- Abraham Oppenheimer (1842–1904), deutscher Mediziner
- Alan Oppenheimer (* 1930), US-amerikanischer Schauspieler und Synchronsprecher
- Albert Oppenheimer (1814–1897), deutscher Bankier
- Bridget Oppenheimer († 2013), südafrikanische Pferderennstallbesitzerin
- Carl Oppenheimer (1874–1941), deutscher Biochemiker
- Charles Oppenheimer (1836–1900), deutsch-englischer Diplomat und Konsul
- David Oppenheimer (Rabbiner) (1664–1736), deutscher Rabbiner und Bibliophiler
- David Oppenheimer (Unternehmer) (1834–1897), deutsch-kanadischer Unternehmer und Politiker
- David Oppenheimer (Mediziner), britischer Neuropathologe
- Deborah Oppenheimer (* vor 1970), US-amerikanische Filmproduzentin
- Emil Oppenheimer (1844–1922), deutscher Unternehmer und Millionär, siehe Emil Oppenheimer & Co.
- Ena Oppenheimer (* 1972), deutsche Künstlerin
- Ernest Oppenheimer (1880–1957), deutscher Diamantenhändler
- Felix Oppenheimer (1874–1938), österreichischer Schriftsteller
- Frank Oppenheimer (1912–1985), US-amerikanischer Physiker, jüngerer Bruder von Robert Oppenheimer
- Franz Oppenheimer (1864–1943), deutscher Soziologe und Nationalökonom
- Fritz Oppenheimer (1894–1961), deutsch-britischer Filmproduzent
- Fritz Ernst Oppenheimer (1898–1968), deutschamerikanischer Rechtsanwalt
- Georg Oppenheimer (1805–1884), deutscher Jurist
- George Oppenheimer (1900–1977), US-amerikanischer Drehbuchautor und Liedtexter
- Gertrud Oppenheimer (1893–1948), deutsche Chemikerin
- Günter Oppenheimer (1924–2003), deutscher Musiker und Komponist
- Hans Oppenheimer (Filmproduzent) (1892–1965), deutscher Filmproduzent
- Hans Oppenheimer (1901–1945), deutscher Soziologe
- Harry Oppenheimer (1908–2000), südafrikanischer Geschäftsmann
- Harry Frederick Oppenheimer (1908–2000), südafrikanischer Unternehmer
- Hillel Oppenheimer (1899–1971), deutsch-israelischer Botaniker
- Hirsch Oppenheimer (1794–1870), deutscher Kaufmann und Stifter
- Jakob Oppenheimer (1879–1941), deutscher Kunsthändler und NS-Opfer
- Jane M. Oppenheimer (1911–1996), US-amerikanische Embryologin und Wissenschaftshistorikerin
- Johanna Oppenheimer (1872–1942), deutsche Malerin
- Johannes Oppenheimer (1918–2007), deutscher Vizepräsident des Bundesverwaltungsgerichtes
- Joseph Oppenheimer (1876–1966), deutscher Landschafts- und Porträtmaler
- Joseph Süß Oppenheimer (1698–1738), deutscher Kaufmann und Hoffaktor des Herzogs von Württemberg
- Joshua Oppenheimer (* 1974), US-amerikanischer Filmregisseur
- Julius Philipp Oppenheimer (1812–1869), deutscher Kaufmann und Politiker der Freien Stadt Frankfurt
- Katherine Oppenheimer (1910–1972), deutsch-amerikanische Biologin
- Klara Oppenheimer (1867–1943), deutsche Kinderärztin und Frauenrechtlerin
- Klaus Oppenheimer (1905–1986), niederländischer Theologe deutscher Herkunft
- Leon Oppenheimer (1841–1912), deutscher Arzt, Hochschullehrer und königlich-bayerischer Hofrat
- Louise Oppenheimer; Geburtsname von Louise Tesdorpf (1835–1919), deutsche Schriftstellerin
- Ludwig von Oppenheimer (1843–1909), österreichischer Großgrundbesitzer und Politiker
- Ludwig Yehuda Oppenheimer (1897–1979), deutsch-israelischer Agrarökonom
- Max Oppenheimer (Maler) (1885–1954), österreichischer Maler
- Max Oppenheimer (1902–1957), deutsch-französischer Film-, Theater- und Hörspielregisseur, siehe Max Ophüls
- Max Oppenheimer (Publizist) (1919–1994), deutscher Publizist, Historiker, Gewerkschafter und Politiker
- Margarethe Oppenheimer (1892–1942), deutsche Waisenhausleiterin und NS-Opfer
- Michael Oppenheimer (* 1946), US-amerikanischer Geowissenschaftler
- Moritz Oppenheimer (1879–1934), deutscher Kaufmann und NS-Opfer
- Moritz James Oppenheimer (1879–1941), deutscher Kaufmann, Pferdesportler und NS-Opfer
- Nicky Oppenheimer (Nicholas Frank Oppenheimer; * 1945), südafrikanischer Unternehmer
- Olga Oppenheimer (verheiratete Worringer; 1886–1941), deutsche Malerin und Grafikerin des Expressionismus
- Otto Oppenheimer (1875–1951), deutscher Tuchgroßhändler in Bruchsal
- Peer J. Oppenheimer (1920–2018), US-amerikanischer Filmproduzent und Drehbuchautor
- Robert Oppenheimer (1904–1967), US-amerikanischer Physiker deutscher Abstammung, „Vater der Atombombe“
- Rosa Oppenheimer (1887–1943), deutsche Kunsthändlerin und NS-Opfer
- Samuel Oppenheimer (1653–1703), deutscher Hoffaktor, Hofjude am kaiserlichen Hof in Wien, der „Fugger seiner Zeit“, Landesrabbiner
- Sara Oppenheimer (1844–1906), deutsche Opernsängerin
- Sarah Oppenheimer (* 1972), US-amerikanische Künstlerin
- Sean Oppenheimer (* 1967), nauruischer Politiker
- Simon Wolf Oppenheimer (um 1650 – 1726), deutscher Bankier, Kaufmann, Hofjude und Finanzier der welfischen Fürsten
- Stephen Oppenheimer (* 1947), britischer Arzt und Autor
- Thomas Oppenheimer (* 1988), deutscher Eishockeyspieler
- Zacharias Oppenheimer (Fabrikant) (1773–1827), deutscher Textilfabrikant
- Zacharias Oppenheimer (1830–1904), deutscher Mediziner und Hochschullehrer